# Achradocera brunnicosus
Achradocera brunnicosus är en tvåvingeart som beskrevs av Becker 1922. Achradocera brunnicosus ingår i släktet Achradocera och familjen styltflugor. Inga underarter finns listade i Catalogue of Life.